# برکلی (کلرادو)
برکلی (به انگلیسی: Berkley) یک منطقهٔ مسکونی در ایالات متحده آمریکا است که در شهرستان آدامز، کلرادو واقع شده‌است. برکلی ۱۰٫۹ کیلومتر مربع مساحت و ۱۱٬۲۰۷ نفر جمعیت دارد و ۱٬۵۸۹ متر بالاتر از سطح دریا واقع شده‌است.